# 南圻六省地輿誌

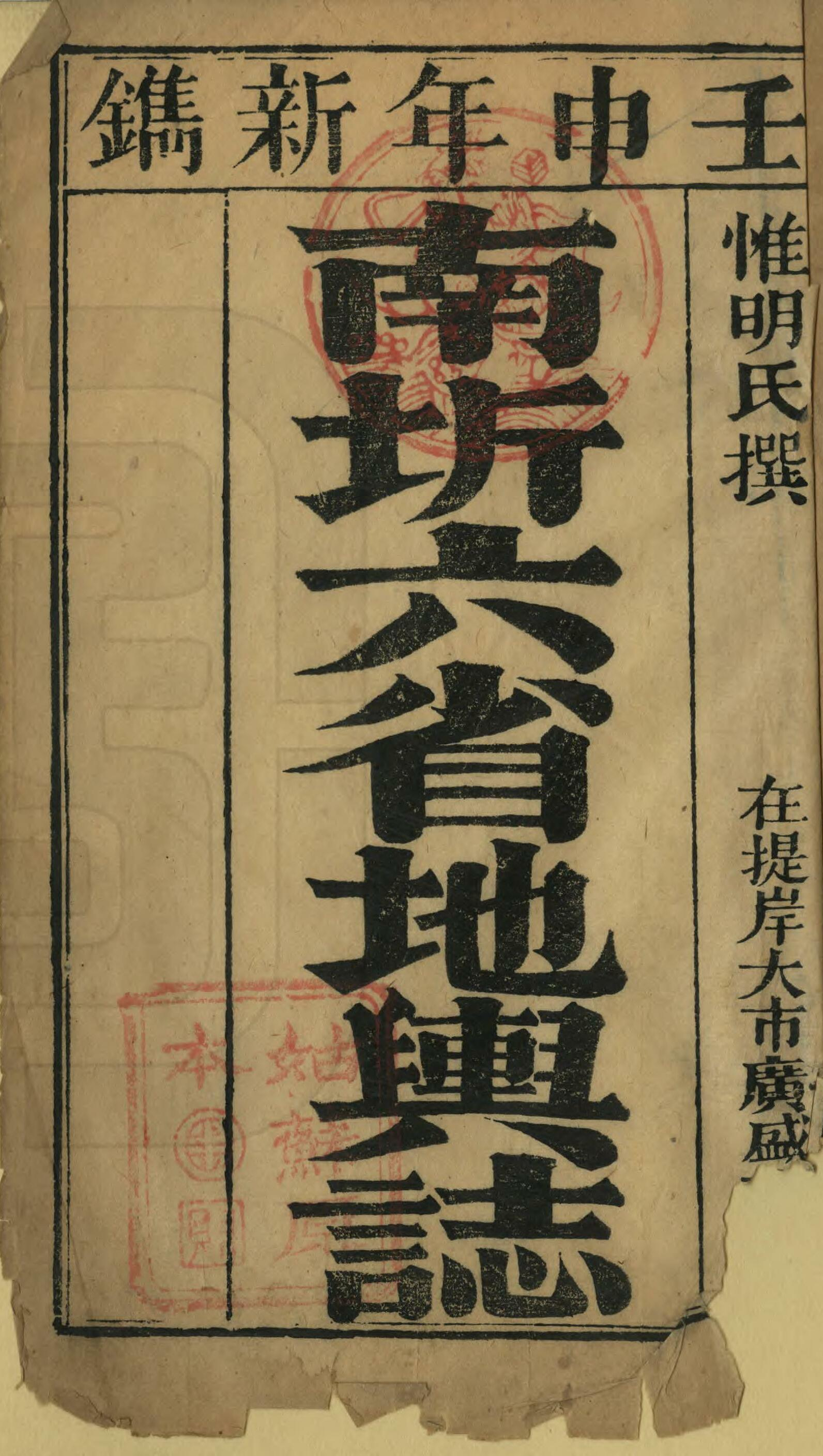
圖書封面

《南圻六省地輿誌》（越南语：／），又名《南圻地輿誌》（越南语：／），是法屬南圻早期的一部漢文地理志，作者是惟明氏，原名陳光光。
《南圻六省地輿誌》刊印時間為壬申年（1872年），此時法國已經佔領南圻全境，作者在序文中以法國為“新朝”，並稱“新朝管轄，民風地境盡為改觀”。正文以阮朝時期的行政區劃為綱，包括地形、邊界、山川、港口、驛路、物產、地名沿革等內容，並在頁眉上隨時標注法國殖民者在南圻各地設置的監察機構——參辦所。